# زازا باشوليا
زازا باشوليا (بالتركية: Zaza Paçulia)‏ مواليد 10 فبراير 1984، هو لاعب كرة سلة جورجي يلعب مع فريق غولدن ستايت ووريورز في الرابطة الوطنية لكرة السلة ويحمل الرقم 27. يبلغ طوله 6 قدم 11 بوصة (2.1 م).

## فرق لعب لها
- أورلاندو ماجيك
- ميلووكي باكز
- أتلانتا هوكس
- ميلووكي باكز
- غولدن ستايت ووريورز

## روابط خارجية
- زازا باشوليا على موقع الاتحاد الدولي لكرة السلة (الإنجليزية)
- زازا باشوليا على موقع الدوري الأوروبي لكرة السلة (الإنجليزية)
- زازا باشوليا على موقع إن بي أي (الإنجليزية)
- زازا باشوليا على موقع سبورتس رفرنس (الإنجليزية)
- زازا باشوليا على موقع كرة السلة الأوروبية.كوم (الإنجليزية)
- زازا باشوليا على موقع إي إس بي إن.كوم (الإنجليزية)
- زازا باشوليا على موقع ريلجم (الإنجليزية)
- زازا باشوليا على موقع بروبوليرز (الإنجليزية)
- زازا باشوليا على موقع سبورتس رفرنس (الإنجليزية)